# Wilhelm Kniest (Politiker)

Wilhelm Kniest

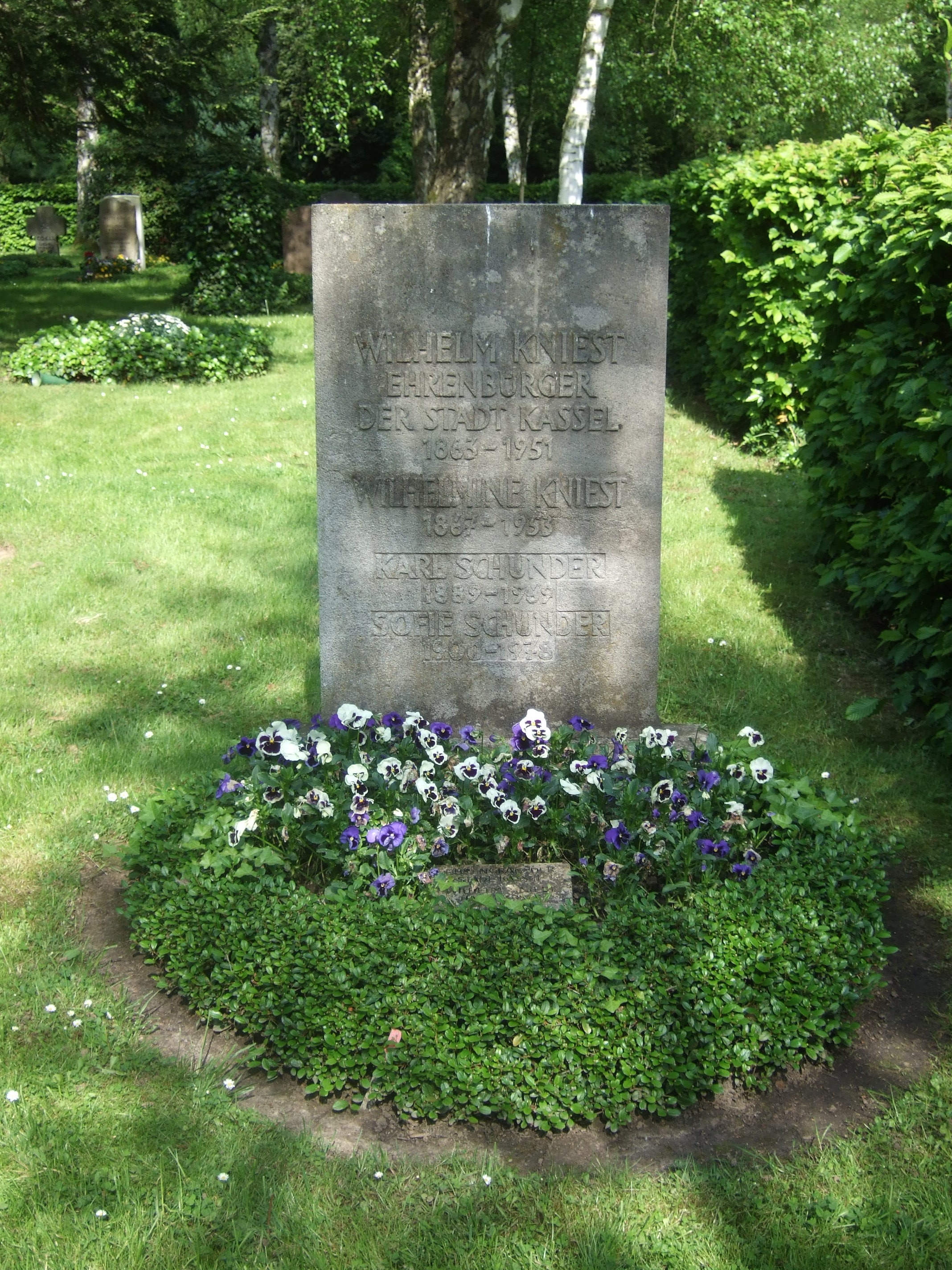
Grab von Wilhelm Kniest auf dem Hauptfriedhof in Kassel

Karl Georg Josef Wilhelm Kniest (* 11. April 1863 in Hamburg; † 10. August 1951 in Kassel) war ein deutscher Politiker (DDP, DStP).

## Leben
Kniest besuchte die Stiftungsschule von 1815 zu Hamburg, absolvierte anschließend eine Schreinerlehre in Hildesheim und bestand später die Meisterprüfung. Er arbeitete von 1889 bis 1914 als selbständiger Schreinermeister in Kassel-Wilhelmshöhe und war Obermeister der Kasseler Schreinerinnung, zu deren Ehrenobermeister er 1920 ernannt wurde. Daneben war er über 20 Jahre lang Vorsitzender des Kasseler Innungsausschusses. Zwischenzeitlich betätigte er sich beim Arbeitgeberschutzverband für das deutsche Holzgewerbe in Berlin. Darüber hinaus war er Mitglied des Präsidiums des Hansabundes für Gewerbe, Handel und Industrie.
Kniest trat während der Zeit der Weimarer Republik in die Deutsche Demokratische Partei (DDP) ein. Bei der Reichstagswahl im Juni 1920 wurde er in den Deutschen Reichstag gewählt, dem er bis 1924 angehörte. Im Dezember 1924 erfolgte seine Wahl als Landesvorschlag der DDP in den Preußischen Landtag. Bis zum Ende der dritten Legislaturperiode 1932 war er Abgeordneter des Parlamentes, nach Umbenennung der Partei 1930 als Mitglied der Fraktion Deutsche Staatspartei (DStP).

## Ehrungen
Am 15. Januar 1951 wurde Kniest die Ehrenbürgerschaft der Stadt Kassel verliehen.